# Michael Jessen
Michael Adler Jessen (* 4. April 1960 in Frederiksberg) ist ein ehemaliger dänischer Ruderer und Olympiadritter.

## Sportliche Karriere
Der 1,92 m große Michael Jessen und der 1,98 m große Erik Christiansen belegten bei den Weltmeisterschaften 1979 in Bled den sechsten Platz im Zweier ohne Steuermann. Im Jahr darauf nahmen die beiden auch an den Olympischen Spielen 1980 in Moskau teil. Nach einem vierten Platz im Vorlauf gewannen sie den Hoffnungslauf. Im Halbfinale verpassten sie um 0,20 Sekunden den Einzug ins Finale, zum B-Finale traten die beiden Dänen nicht an.
Jessen nahm 1983 mit dem dänischen Achter an den Weltmeisterschaften in Duisburg teil und belegte den zehnten Platz. Im Jahr darauf bildeten Michael Jessen, Lars Nielsen, Per Rasmussen und Erik Christiansen einen Vierer ohne Steuermann. Bei den Olympischen Spielen 1984 in Los Angeles ruderten die Dänen im Vorlauf auf den dritten Platz hinter den Neuseeländern und den Deutschen. Mit einem zweiten Platz im Hoffnungslauf hinter den Schweden erreichte der dänische Vierer das Finale. Dort siegten die Neuseeländer vor dem Boot aus den Vereinigten Staaten. 1,62 Sekunden hinter den US-Ruderern gewannen die Dänen die Bronzemedaille mit 1,55 Sekunden Vorsprung auf das Boot aus der Bundesrepublik Deutschland.